# 真岡市民のうた
「真岡市民のうた」（もおかしみんのうた）は、日本の栃木県真岡市が制定した市民歌である。作詞・野沢一二、作曲・青柳勝、補作・制定委員会。
本記事では市民歌と同時に制定された市民音頭「真岡音頭」および、真岡市へ編入された芳賀郡二宮町の旧町民歌についても解説する。

## 解説
1974年（昭和49年）の市制20周年記念事業として立ち上げられた制定委員会により、市の木・花・鳥と合わせて市民歌と市民音頭の2曲が同年11月1日に制定され、開館したばかりの市民会館で初演奏が行われた。作詞・作曲はいずれも懸賞募集の入選者で、前年8月から懸賞募集を行っていた。制定時にポリドールがA面にロイヤルナイツが歌唱する「真岡市民のうた」、B面に中谷修一と当間けい子が歌唱する「真岡音頭」を収録したシングル盤（規格品番：KI 1171）を製造している。
真岡市役所では市民歌の演奏機会について「市で開催する式典（成人式、市制功労者表彰など）、また、公立学校の入学式や卒業式で歌われている」とするのをはじめ、市内の防災無線では正午の時報として演奏される。

## 桜まち 夢のまち
二宮町ふるさと賛歌「桜まち 夢のまち」（にのみやまちふるさとさんか さくらまちゆめのまち）は、2009年（平成21年）3月23日に真岡市へ編入合併された芳賀郡二宮町の旧町歌である。作詞・島田陽子、作曲・池田八声。
1994年（平成6年）に選定されたもので、作詞・作曲はいずれも専業者への依頼による。合併に際しては真岡市の法人格が存続する編入合併方式が採られたため、合併協定では「真岡市民のうた・真岡音頭を用いる」として編入元の制度へ統一された。ただし「桜まち 夢のまち」は合併後も旧二宮町の「地域の歌」として存続させることが真岡市・二宮町合併協議会で取り決められている。